# Andrej Atanasow
Andrej Ognjanow Atanasow (bułg. Андрей Огнянов Атанасов, ur. 9 kwietnia 1987 w Gabrowie) – bułgarski piłkarz występujący na pozycji środkowego napastnika lub ofensywnego pomocnika w bułgarskim klubie Borisław Pyrwomaj. Wychowanek Jantry Gabrowo i Trajany Stara Zagora. W swojej karierze grał także w Jantrze Gabrowo, Panajocie Wołow Szumen, Czernomorcu Pomorie, Łokomotiwie Sofia, Banancu Erywań, Botewie Wraca, Łokomotiwie Płowdiw, Calisii Kalisz, Rudarze Pljevlja, Acharnaikosie AO, Spartaku Płowdiw, Lewskim Karłowo, Borisławie Pyrwomaj, FK Chaskowo 2009, FK Dimitrowgradzie i Bdinie Widin.

## Sukcesy

### Klubowe
Rudar Pljevlja
- Mistrzostwo Czarnogóry: 2014/2015